# 隐蔽嵌线螺
隐蔽嵌线螺（学名：Gelagna succincta），又名灯笼法螺或灯笼嵌线螺，一種捕食性海螺的海洋腹足綱軟體動物的物種，其肉可食用。舊屬法螺科梭法螺亞科，今隨梭法螺亞科升格為嵌线螺科而改屬嵌线螺科。

## 型態描述
螺殼長約4.5毫米。

## 分佈
本物種分佈於西太平洋的中国大陆海南島、印度尼西亚、台湾及東非印度洋的坦桑尼亞及加拉帕戈斯群島（科隆群岛）。在南大西洋的西非加蓬、佛得角及南美洲巴西東北部亦見其踪影，但缺乏可信的文獻支持。

## 棲息地
常栖息在浅海或潮下带，見於水深約20米處。

## 延伸閱讀
- Bernard, P.A. (编).  [Shells of Gabon]. =Libreville, Gabon. 1984: 140, 75 plates  [2022-12-31]. （原始内容存档于2020-07-01） （法语）.
- Rolán E., 2005. Malacological Fauna From The Cape Verde Archipelago. Part 1, Polyplacophora and Gastropoda

## 外部連結
- Hardy, Eddie. . Hardy's Internet Guide to Marine Gastropods.   [2010-11-07]. （原始内容存档于2020-06-28） （英语）.